# Leon Goldensohn
Leon Nathaniel Goldensohn (Nova York, 19 d'octubre de 1911 — Tenafly, 24 d'octubre de 1961) va ser un psiquiatre estatunidenc, encarregat de supervisar la salut mental dels vint-i-un nazis acusats tot esperant el judici de Nuremberg el 1946.
Nascut en una família de jueus lituans emigrants als Estats Units, es va unir a l'Exèrcit dels Estats Units el 1943 i va ser enviat als fronts de la Guerra mundial a Europa. Va estar a França i Alemanya, com a psiquiatre de la 63a Divisió d'Infanteria. Al final de la guerra, va haver de reemplaçar, el gener de 1946 durant sis setmanes, un altre psiquiatre davant el tribunal dels Judicis de Nuremberg; al cap d'un temps, va passar més de sis mesos visitant als acusats presos gairebé tots els dies. Va entrevistar a la majoria dels acusats, entre ells a Hermann Göring, comandant en cap de la Luftwaffe, Rudolf Höss, el primer comandant del camp de concentració de Auschwitz, i Joachim von Ribbentrop, el que fou ministre de Relacions Exteriors d'Alemanya de 1938 fins a 1945. Goldensohn va fer la majoria de les seves entrevistes en anglès amb l'ajuda d'un traductor perquè els acusats i testimonis es poguessin expressar lliurement en el seu propi idioma. Alguns dels entrevistats, en particular el ministre de Relacions Exteriors Ribbentrop i el Großadmiral Karl Dönitz, parlaven amb fluïdesa l'anglès i van preferir fer les entrevistes en aquest idioma.
Goldensohn va treballar com a psiquiatre de la presó fins al 26 de juliol de 1946. Havia decidit escriure un llibre sobre l'experiència, però més tard va contreure tuberculosi i va morir d'un atac al cor el 1961 sense haver finalitzat l'obra. Les notes detallades que va prendre durant la seva estada a Nuremberg, van ser examinades i recopilades pel seu germà Eli, un neuròleg retirat. Robert Gellately, un erudit de la Segona Guerra Mundial, va editar les anotacions de les entrevistes en el llibre The Nuremberg Interviews, revisada i ampliada posteriorment a The Nuremberg Interviews: Conversations with the Defendants and Witnesses; en total, es van realitzar de 2004 a 2015, seixanta-quatre edicions en tretze idiomes, d'aquest llibre.